# Corinth (Texas)
Corinth é uma cidade localizada no estado norte-americano do Texas, no Condado de Denton.

## Demografia
Segundo o censo norte-americano de 2000, a sua população era de 11.325 habitantes.
Em 2006, foi estimada uma população de 19.556, um aumento de 8231 (72.7%).

## Geografia
De acordo com o United States Census Bureau tem uma área de
20,5 km², dos quais 20,4 km² cobertos por terra e 0,1 km² cobertos por água.

## Localidades na vizinhança
O diagrama seguinte representa as localidades num raio de 8 km ao redor de Corinth.